# Liste des ministres français chargés de l'Énergie
Le portefeuille de l'Énergie est confié dans les années 1980 et 1990 au ministre de l'Industrie ou bien à des ministres ou secrétaires d'Etat de plein exercice.
Il réapparaît en 2008 dans le second gouvernement de François Fillon sous la tutelle du ministre de l'Écologie, à l'exception du gouvernement François Fillon (3) où il est confié à Éric Besson, ministre délégué auprès de la ministre de l'Économie, des Finances et de l'Industrie.
De 2012 à 2022, l'Énergie est placée dans le cadre de la transition écologique sous l'autorité du ministre de l'Environnement qui voit ainsi ses fonctions élargies.
L'Énergie réapparaît en tant que ministère dédié sous le gouvernement Élisabeth Borne avec Agnès Pannier-Runacher en tant ministre de la Transition énergétique entre le 20 mai 2022 et le 11 janvier 2024.
Le 8 février 2024, Roland Lescure est nommé ministre délégué chargé de l'Industrie et de l'Énergie auprès du ministre de l'Économie, des Finances et de la Souveraineté industrielle et numérique.
Le 21 septembre 2024, Olga Givernet est nommée ministre déléguée chargée de l'Énergie auprès de la ministre de la Transition écologique, de l’Énergie, du Climat et de la Prévention des risques du gouvernement Michel Barnier
.
Le 23 décembre 2024, Marc Ferracci est nommé Ministre délégué chargé de l'industrie et de l'énergie auprès du ministre de l'économie, des finances, de la souveraineté industrielle et numérique du gouvernement François Bayrou.

## Cinquième République
Les ministres délégués ou les secrétaires d'État qui n'ont pas dans leurs attributions le portefeuille de l’Énergie ne sont pas indiqués.
| Ministre délégué ou secrétaire d'État | Ministre délégué ou secrétaire d'État | Ministre délégué ou secrétaire d'État | Intitulé | Parti                             | Ministre de tutelle               | Ministre de tutelle               | Intitulé                                                                                      | Période                           | Période                           | Gouvernement                      |
| Présidence de François Mitterrand | Présidence de François Mitterrand     | Présidence de François Mitterrand     | Présidence de François Mitterrand                                                                                 | Présidence de François Mitterrand | Présidence de François Mitterrand | Présidence de François Mitterrand | Présidence de François Mitterrand                                                             | Présidence de François Mitterrand | Présidence de François Mitterrand | Présidence de François Mitterrand |
| --- | ------------------------------------- | ------------------------------------- | --- | --------------------------------- | --------------------------------- | --------------------------------- | --------------------------------------------------------------------------------------------- | --------------------------------- | --------------------------------- | --------------------------------- |
| |                                       | Georges Lemoine                       | Secrétaire d'État chargé de l'Énergie                                                                             | PS                                |                                   | Pierre Joxe                       | Ministre de l'Industrie                                                                       | Mauroy 1                          | 21 mai 1981                       | 22 juin 1981                      |
| |                                       | Edmond Hervé                          | Ministre délégué chargé de l'Énergie                                                                              | PS                                |                                   | Jean-Pierre Chevènement           | Ministre d'État, ministre de la Recherche et de la Technologie                                | Mauroy 2                          | 22 juin 1981                      | 29 juin 1982                      |
| Ministre d'État, ministre de la Recherche et de l'Industrie | 29 juin 1982                          | Edmond Hervé                          | Ministre délégué chargé de l'Énergie                                                                              | PS                                | 22 mars 1983                      | Jean-Pierre Chevènement           |                                                                                               | Mauroy 2                          |                                   |                                   |
| |                                       | Jean Auroux                           | Secrétaire d’État chargé de l’Énergie                                                                             | PS                                |                                   | Laurent Fabius                    | Ministre de l’Industrie et de la Recherche                                                    | Mauroy 3                          | 22 mars 1983                      | 17 juillet 1984                   |
| |                                       | Martin Malvy                          | Secrétaire d’État chargé de l’Énergie                                                                             | PS                                |                                   | Édith Cresson                     | Ministre du Redéploiement industriel et du Commerce extérieur                                 | Fabius                            | 17 juillet 1984                   | 20 mars 1986                      |
| Aucun titulaire du 20 mars 1986 au 4 avril 1992 |                                       |                                       | |                                   |                                   |                                   |                                                                                               |                                   |                                   |                                   |
| |                                       | André Billardon                       | Ministre délégué chargé de l'Énergie                                                                              | PS                                |                                   | Dominique Strauss-Kahn            | Ministre de l'Industrie et du Commerce extérieur                                              | Bérégovoy                         | 2 avril 1992                      | 23 mars 1993                      |
| Aucun titulaire du 23 mars 1993 au 17 mai 1995 |                                       |                                       | |                                   |                                   |                                   |                                                                                               |                                   |                                   |                                   |
| Présidence de Jacques Chirac |                                       |                                       | |                                   |                                   |                                   |                                                                                               |                                   |                                   |                                   |
| Aucun titulaire du 17 mai 1995 au 15 mai 2007 |                                       |                                       | |                                   |                                   |                                   |                                                                                               |                                   |                                   |                                   |
| Présidence de Nicolas Sarkozy |                                       |                                       | |                                   |                                   |                                   |                                                                                               |                                   |                                   |                                   |
| Aucun titulaire du 15 mai 2007 au 18 mars 2008 |                                       |                                       | |                                   |                                   |                                   |                                                                                               |                                   |                                   |                                   |
| |                                       | Jean-Louis Borloo                     | Ministre d'État, ministre de l'Écologie, de l'Énergie, du Développement durable et de l'Aménagement du territoire | PR-UMP                            | Plein exercice                    | Plein exercice                    | Plein exercice                                                                                | Fillon 2                          | 18 mars 2008                      | 23 juin 2009                      |
| Ministre d'État, ministre de l'Écologie, de l'Énergie, du Développement durable et de la Mer, chargé des Technologies vertes et des Négociations sur le climat | 23 juin 2009                          | Jean-Louis Borloo                     | 13 novembre 2010                                                                                                  | PR-UMP                            | Plein exercice                    | Plein exercice                    | Plein exercice                                                                                | Fillon 2                          |                                   |                                   |
| |                                       | Éric Besson                           | Ministre chargé de l'Industrie, de l'Énergie et de l'Économie numérique                                           | UMP                               |                                   | Christine Lagarde                 | Ministre de l'Économie, des Finances et de l'Industrie                                        | Fillon 3                          | 14 novembre 2010                  | 29 juin 2011<                     |
| | François Baroin                       | Éric Besson                           | Ministre chargé de l'Industrie, de l'Énergie et de l'Économie numérique                                           | UMP                               | 29 juin 2011                      | 10 mai 2012                       | Ministre de l'Économie, des Finances et de l'Industrie                                        | Fillon 3                          |                                   |                                   |
| Présidence de François Hollande |                                       |                                       | |                                   |                                   |                                   |                                                                                               |                                   |                                   |                                   |
| |                                       | Nicole Bricq                          | Ministre de l'Écologie, du Développement durable et de l'Énergie                                                  | PS                                | Plein exercice                    | Plein exercice                    | Plein exercice                                                                                | Ayrault 1                         | 16 mai 2012                       | 18 juin 2012                      |
| |                                       | Delphine Batho                        | Ministre de l'Écologie, du Développement durable et de l'Énergie                                                  | PS                                | Plein exercice                    | Plein exercice                    | Plein exercice                                                                                | Ayrault 2                         | 21 juin 2012                      | 3 juillet 2013                    |
| |                                       | Philippe Martin                       | Ministre de l'Écologie, du Développement durable et de l'Énergie                                                  | PS                                | Plein exercice                    | Plein exercice                    | Plein exercice                                                                                | Ayrault 2                         | 3 juillet 2013                    | 28 août 2014                      |
| |                                       | Ségolène Royal                        | Ministre de l'Environnement, de l'Énergie et de la Mer, chargée des Relations internationales sur le climat       | PS                                | Plein exercice                    | Plein exercice                    | Plein exercice                                                                                | Valls 2                           | 28 août 2014                      | 11 février 2016                   |
| 11 février 2016 | 6 décembre 2016                       | Ségolène Royal                        | Ministre de l'Environnement, de l'Énergie et de la Mer, chargée des Relations internationales sur le climat       | PS                                | Plein exercice                    | Plein exercice                    | Plein exercice                                                                                | Valls 2                           |                                   |                                   |
| Cazeneuve | 6 décembre 2016                       | Ségolène Royal                        | Ministre de l'Environnement, de l'Énergie et de la Mer, chargée des Relations internationales sur le climat       | PS                                | Plein exercice                    | Plein exercice                    | Plein exercice                                                                                | 10 mai 2017                       |                                   |                                   |
| Présidence d'Emmanuel Macron |                                       |                                       | |                                   |                                   |                                   |                                                                                               |                                   |                                   |                                   |
| Voir les ministres de la Transition Écologique du 10 mai 2017 au 20 mai 2022                                                                                   |                                       |                                       | |                                   |                                   |                                   |                                                                                               |                                   |                                   |                                   |
| | Agnès Pannier-Runacher                | Agnès Pannier-Runacher                | Ministre de la Transition énergétique                                                                             | LREM/RE                           | Plein exercice                    | Plein exercice                    | Plein exercice                                                                                | Borne                             | 20 mai 2022                       | 11 janvier 2024                   |
| Aucun titulaire du 11 janvier 2024 au 8 février 2024 |                                       |                                       | |                                   |                                   |                                   |                                                                                               |                                   |                                   |                                   |
| | Roland Lescure au Sénat               | Roland Lescure                        | Ministre délégué chargé de l'Industrie et de l'Énergie                                                            | RE                                |                                   | Bruno Le Maire                    | Ministre de l'Économie, des Finances et de la Souveraineté industrielle et Numérique          | Attal                             | 8 février 2024                    | 21 septembre 2024                 |
| | Olga Givernet à l'Assemblée           | Olga Givernet                         | Ministre déléguée chargée de l'Énergie                                                                            | RE                                |                                   | Agnès Pannier-Runacher            | Ministre de la Transition écologique, de l'Énergie, du Climat et de la Prévention des risques | Barnier                           | 21 septembre 2024                 | 23 décembre 2024                  |
| | Marc Ferraccci                        | Marc Ferracci                         | Ministre délégué chargé de l'Industrie et de l'Énergie                                                            | RE                                |                                   | Éric Lombard                      | Ministre de l'Économie, des Finances, de la Souveraineté industrielle et numérique            | Bayrou                            | 23 décembre 2024                  | en cours                          |